# Aash Al Maleek
Aash Al Maleek este imnul național din Arabia Saudită.